# Wydawnictwa Komunikacji i Łączności
Wydawnictwa Komunikacji i Łączności Sp. z o.o. (w skrócie WKŁ), wcześniej Wydawnictwa Komunikacyjne – polskie wydawnictwo z siedzibą w Sulejówku, publikujące głównie z zakresu tematyki motoryzacji, elektroniki, telekomunikacji, drogownictwa i lotnictwa.

## Opis
Pierwotnie (1949–1960) WKŁ nosiły nazwę Wydawnictw Komunikacyjnych. Ich publikacje opisywały m.in. pierwsze polskie konstrukcje samochodów, motocykli, samolotów i szybowców, radioodbiorników, ręcznych łącznic telefonicznych, telegrafów, później pierwszych telewizorów. W WK swoje pierwsze książki publikował np. prof. Maciej Bernhardt.
Pod szyldem Wydawnictw Komunikacji i Łączności wydawano popularne czasopisma, m.in.: „Motor”, „Sygnały”, „Skrzydlata Polska”, „Łączność”, „Drogownictwo”, „Morze”, „Radioamator i Krótkofalowiec Polski”, „RE Radioelektronik”, oraz publikowano prace i biuletyny organizacji i instytutów naukowych, m.in. PIHM, IMGW, IŁ, ITS, IBDiM.
Wydawnictwo otrzymało wiele nagród, wyróżnień oraz dyplomów, m.in. od Ministerstwa Nauki i Szkolnictwa Wyższego, Ministerstwa Edukacji Narodowej, Ministerstwa Transportu, Ministerstwa Budownictwa, Ministerstwa Infrastruktury, Polskiego Towarzystwa Wydawców Książek, Polskiej Izby Książki, stowarzyszeń i organizacji naukowych oraz branżowych.
Oprócz podstawowej działalności Wydawnictwa Komunikacji i Łączności były zaangażowane w szerzenie wiedzy, kultury technicznej oraz czytelnictwa w szkołach, uczelniach, zakładach pracy na terenie całego kraju. Uczestniczyły w opracowaniu modułowego systemu nauczania zawodu mechanika samochodowego, zatwierdzonego przez MEN.
Wspólnie z redakcją miesięcznika „Auto Moto Serwis” organizują Olimpiadę Techniki Samochodowej pod patronatem Ministra Edukacji Narodowej.
Od początku istnienia Polskiej Izby Książki oraz Polskiej Izby Motoryzacji wydawnictwo jest ich członkiem.